# خط عرض 45° جنوب

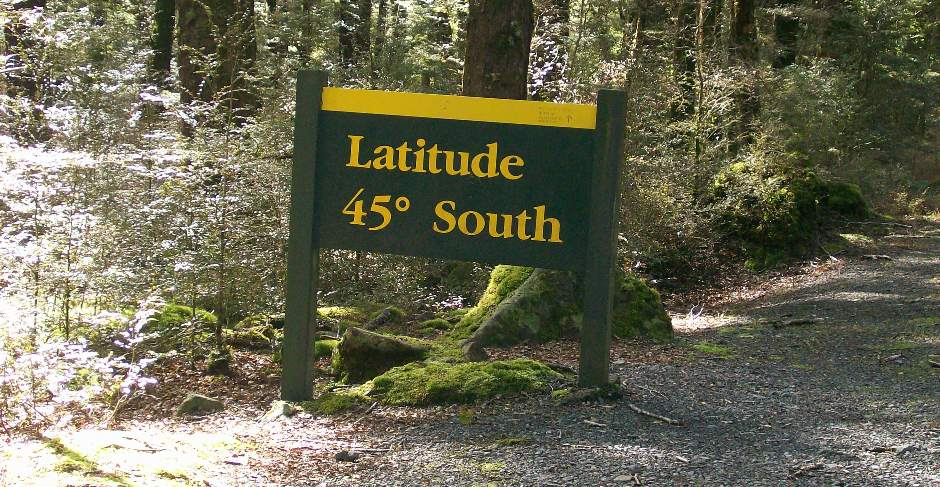
خط عرض 45 على طريق ميلفورد في نيوزيلندا، منتزه فيوردلاند الوطني، الجزيرة الجنوبية، نيوزيلندا

خط عرض 45° جنوب هي إحدى دوائر العرض الجغرافية، وهي دوائر وهمية تحيط بالكرة الأرضية، وموازية لخط الاستواء، وتتميز هذه الدائرة بأن الأراضي الواقعة عليها تنتمي للمنطقة المعتدلة الدفيئة.

## حول العالم
خط عرض 45° جنوب يبدأ من خط الزوال الأولي ويتجه شرقا ويمر عبر:
| الإحداثيات                          | البلد أو الإقليم أو البحر | ملاحظات |
| ----------------------------------- | ------------------------- | --- |
| 45°0′S 0°0′E / 45.000°S 0.000°E     | المحيط الأطلسي            | |
| 45°0′S 20°0′E / 45.000°S 20.000°E   | المحيط الهندي             | |
| 45°0′S 147°0′E / 45.000°S 147.000°E | المحيط الهادئ             | بحر تسمان |
| 45°0′S 167°8′E / 45.000°S 167.133°E | نيوزيلندا                 | الجزيرة الجنوبية (نيوزيلندا), مرورا بشمال the towns of Oamaru، Naseby، Cromwell وكوينزتاون, و through the small settlement of Becks                                         |
| 45°0′S 171°6′E / 45.000°S 171.100°E | المحيط الهادئ             | مرورا بجنوب Guamblin Island, تشيلي |
| 45°0′S 74°23′W / 45.000°S 74.383°W  | تشيلي                     | Islands in the Chonos Archipelago including James Island وMelchor Island, و the mainland intersecting Route 7 في Campo Grande roughly 100 km (60 miles) north of Coyhaique. |
| 45°0′S 71°33′W / 45.000°S 71.550°W  | الأرجنتين                 | |
| 45°0′S 65°35′W / 45.000°S 65.583°W  | المحيط الأطلسي            | |